# Lomatia shelkovnikovi
Lomatia shelkovnikovi är en tvåvingeart som beskrevs av Paramonov 1924. Lomatia shelkovnikovi ingår i släktet Lomatia och familjen svävflugor. Inga underarter finns listade i Catalogue of Life.